# コンプレッションウェア
コンプレッションウェア（英語：Compression sportswear）は、スポーツウェアの一種。
『コンプレッション』は、圧迫や圧搾と言う意味で、適度に体を包み込んで筋肉をサポートすることで、運動機能が支援できるとされる。必要のない筋肉の振動を抑制し、これによって筋肉の疲労を軽減し、筋感覚を調整して集中力を高め、スタミナを向上、パワーアップの効果を発揮する。血流がスムーズになることにより、浮腫が抑制されて疲労から素早く回復する効果をうたったもの、乳酸や老廃物の除去を促進する効果があるとされるものなどがある。テーピング効果を狙ったサポーターと、コンプレッションの効果は異なるとされる。
さまざまなメーカーがハイテクを用いた高機能を掲げており、近年では運動に適した姿勢に矯正したり、運動時の関節への衝撃を和らげる等の機能が付加されたものが多く販売されている。
また、インナーマッスルを鍛えたり、ウェアの力で瞬発力を高める様な物まである。